# 志村大介
志村大介（しむら　だいすけ、1977年（昭和52年）7月29日-)は、花屋、フラワーアーティスト。東京都港区西麻布にアトリエを持つ。幼い頃からフラワーアーティストの父親の仕事を見て育つ。高校卒業後はFashionに関する仕事を始める。2014年にフラワーアーティストとしての仕事をスタートする。